# 大澤省三
大澤 省三（おおさわ しょうぞう、1928年10月2日 - 2022年5月27日）は、日本の生物学者。専門は、分子遺伝学。学位は、理学博士（名古屋大学）。名古屋大学及び広島大学名誉教授。
1984年、バクテリアの1種のマイコプラズマが、変則的な遺伝暗号を使っていることを発見。この現象を説明する学説としてコドン捕獲説を提唱したことで知られる。

2022年5月27日に病気のため死去したことが6月1日に報道された。

## 経歴
- 旧制愛知一中卒業69回生
- 1951年 名古屋大学理学部生物学科卒業
- 1953年 名古屋大学理学部生物学科助手
- 1954年 -1955年 Research Fellow and Assistant at Rockefeer Institute for Medical Research, New York; A.E Mirsky Lab.
- 1960年 理学博士（酵母の可溶性RNAに関する研究）
- 1961年 名古屋大学理学部分子生物学研究施設助教授
- 1963年 広島大学原爆放射能医学研究所生化学部門教授
- 1978年 Visiting Professor, Max-Planck Institut fuer Molekulare Genetik, Berlin
- 1981年 名古屋大学理学部生物学科教授
- 1992年 名古屋大学名誉教授
- 1992年 - 2001年 JT生命誌研究館顧問
- 1993年 広島大学名誉教授

## 受賞歴
- 1961年、1962年 朝日科学奨励金（代表。継続2回受賞） 「遺伝情報の伝達に関する研究」
- 1966年 日本生化学会奨励賞 「リボソーム生合成の研究」
- 1985年 中日文化賞 「リボソームによる生物進化の研究」[2]
- 1987年 日本遺伝学会木原賞 「生物進化の分子遺伝学的研究」
- 1989年 遺伝学振興会遺伝学奨励賞 「分子遺伝学への貢献」
- 1992年 日本学士院賞 「例外的遺伝暗号の発見とその進化的意義の解明」
- 2001年 木村資生博士記念学術賞 「生物ゲノムにおける塩基含量のかたよりと遺伝暗号の進化に関する研究」

## 主な著書（共著含む）
- 1959年	細胞核ー特に細胞化学の立場から   岩波書店
- 1963年	核酸ーその生物学・化学・物理学   広川書店
- 1967年	スターン：細胞生物学   広川書店
- 1995年	Evolution of the Genetic Code.   Oxford University Press
- 1997年	遺伝暗号の起源と進化 (Evolution of the Genetic Code　の和訳)   共立出版
- 2002年	DNAでたどるオサムシの系統と進化   哲学書房
- 2004年	Molecular Phylogeny and Evolution of Carabid Ground Beetles.   Springer Verlag Tokyo